# 馬爾科·姆爾尼亞夫切維奇
馬爾科·姆爾尼亞夫切維奇（約1335年—1395年5月17日），名義上的塞爾維亞國王，1371年至1395年在位。

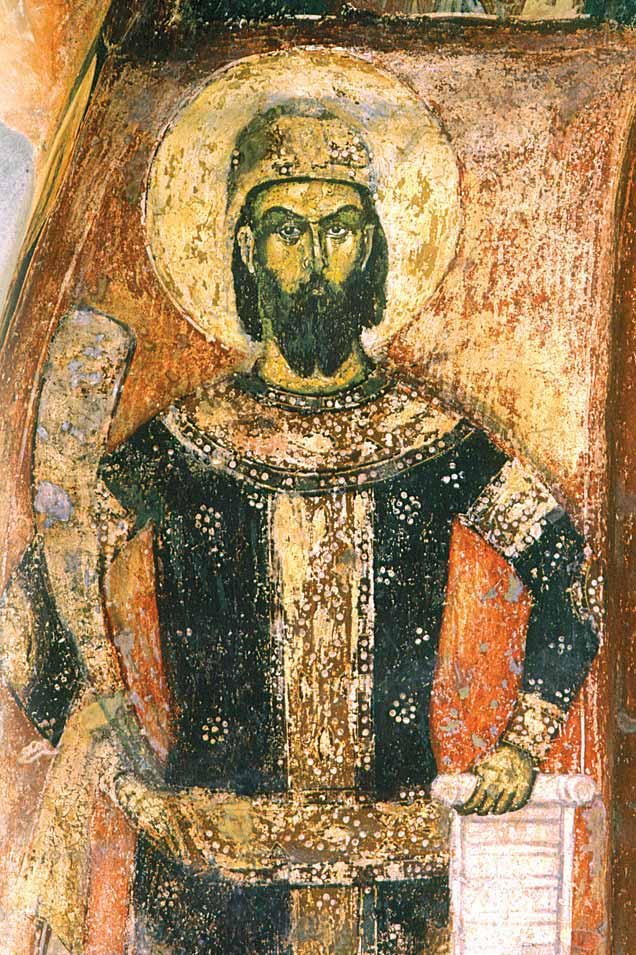

馬爾科是塞爾維亞共治國王武卡辛·姆爾尼亞夫切維奇之子。1371年，武卡辛於馬里查戰役中戰死，同年皇帝斯特凡·烏羅什五世去世，馬爾科成為法律上的塞爾維亞國王。實際上，拉扎爾·赫雷別利亞諾維奇控制了塞爾維亞大部分領土，馬爾科只控制普里萊普一帶。1395年，馬爾科於羅文戰役陣亡。